# Montearagón
Montearagón ist eine spanische Gemeinde (municipio) in der Provinz Toledo der Autonomen Region Kastilien-La Mancha. 2024 hatte die Gemeinde 588 Einwohner. Die Gemeindefläche beträgt 12,01 km². 

## Lage
Montearagón liegt etwa 55 Kilometer westnordwestlich von Toledo und etwa 90 Kilometer südwestlich von Madrid in einer Höhe von ca. 420 m am Tajo, der die südliche Gemeindegrenze bildet. 

## Bevölkerungsentwicklung
| Jahr      | 1970 | 1981 | 1991 | 2001 | 2011 | 2021 |
| --------- | ---- | ---- | ---- | ---- | ---- | ---- |
| Einwohner | 684  | 511  | 486  | 439  | 569  | 522  |

## Sehenswürdigkeiten
- Michaeliskirche (Iglesia de San Miguel Arcángel)
- Rathaus

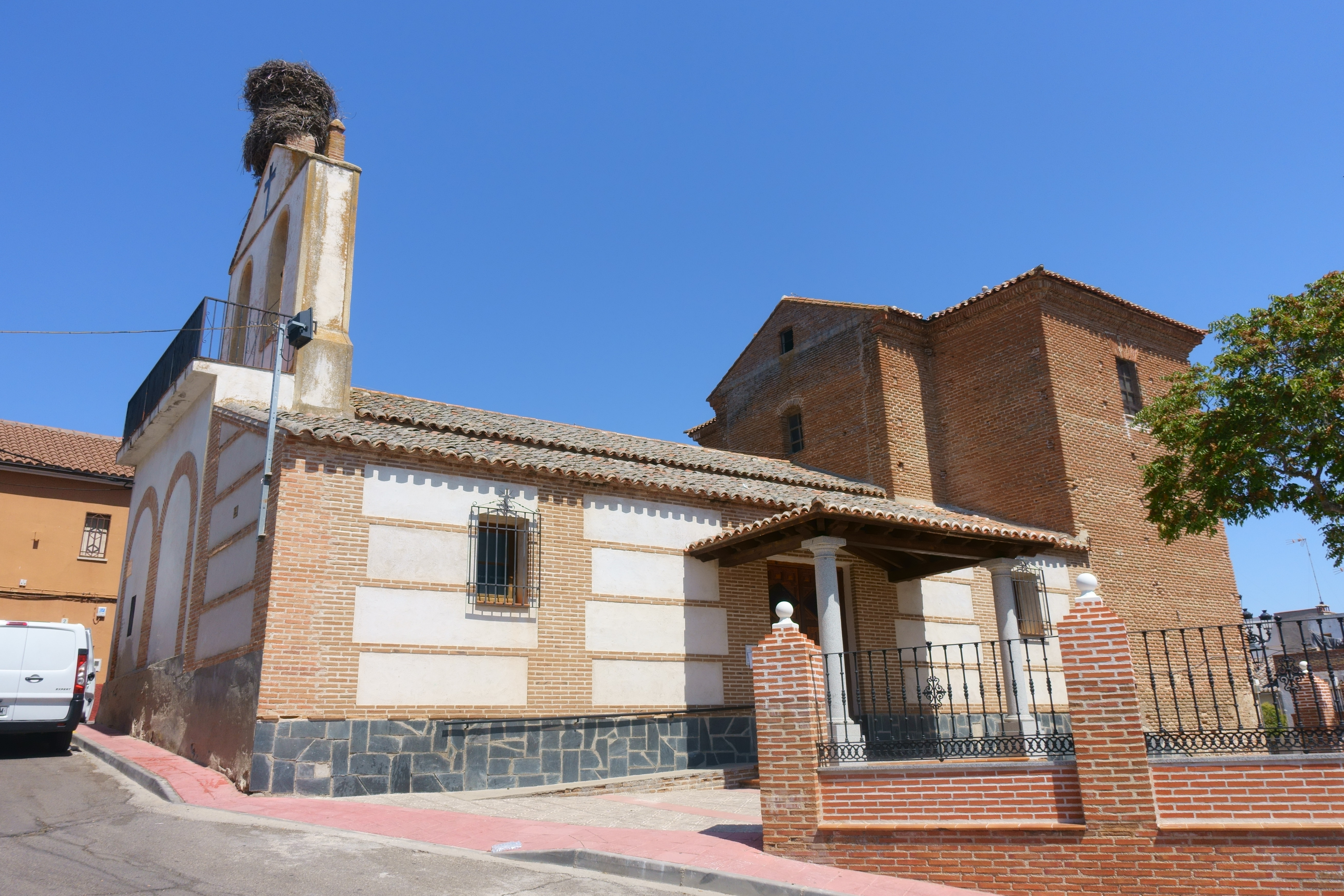
Michaeliskirche
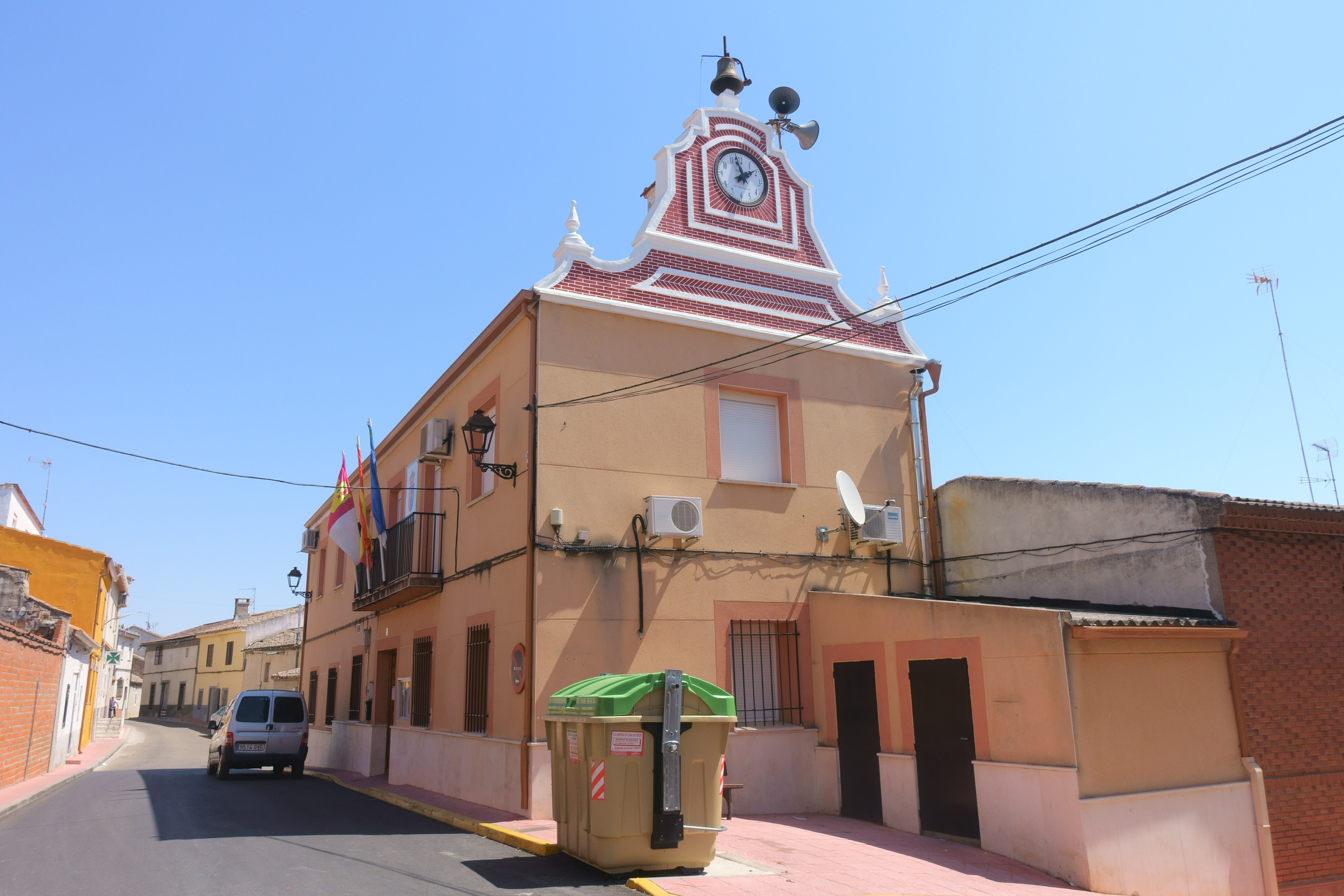
Rathaus